# Problema di Cauchy
In matematica, il problema di Cauchy consiste nel trovare la soluzione di un'equazione differenziale di ordine {\displaystyle n}:
{\displaystyle f(x,y(x),y'(x),y''(x),\dots ,y^{n}(x))=0}
tale che soddisfi le condizioni iniziali:
{\displaystyle y(a)=y_{0}}
{\displaystyle y'(a)=y_{1}}
{\displaystyle y''(a)=y_{2}}
{\displaystyle \dots }
{\displaystyle y^{n-1}(a)=y_{n-1}}
Il teorema di esistenza e unicità per un problema di Cauchy dimostra che la soluzione esiste ed è localmente unica, se {\displaystyle f} rispetta opportune ipotesi. È sempre possibile ridurre un problema di ordine {\displaystyle n} ad un sistema di {\displaystyle n} equazioni differenziali ordinarie, ovvero di ordine 1, ponendo:
{\displaystyle z_{1}(x)=y(x)}
{\displaystyle z_{2}(x)=z_{1}'(x)=y'(x)}
{\displaystyle z_{3}(x)=z_{2}'(x)=y''(x)}
{\displaystyle \dots }
{\displaystyle z_{n}(x)=z_{n-1}'(x)=y^{n-1}(x)}
Affrontare un problema di Cauchy richiede solitamente di studiare la forma della frontiera del dominio di definizione dell'equazione e di determinare una soluzione che soddisfi le condizioni al contorno di Cauchy.

## Problema ai valori iniziali
In matematica, nell'ambito relativo allo studio delle equazioni differenziali, un problema ai valori iniziali è un'equazione differenziale ordinaria assieme ad un valore specifico della funzione incognita in un certo punto del dominio della soluzione, chiamato condizione iniziale. In fisica o nelle altre scienze, la modellizzazione di un sistema richiede spesso la risoluzione di un problema ai valori iniziali; in questo contesto, l'equazione differenziale descrive l'evoluzione nel tempo a seconda delle condizioni iniziali.
Si tratta di un'equazione differenziale:
{\displaystyle y'(t)=f(t,y(t))}
con {\displaystyle f:\mathbb {R} \times \mathbb {R} \to \mathbb {R} }, a cui è associato un punto nel dominio di {\displaystyle f}:
{\displaystyle (t_{0},y_{0})\in \mathbb {R} \times \mathbb {R} }
chiamato condizione iniziale.
Una soluzione di un problema ai valori iniziali è una funzione {\displaystyle y} che è soluzione dell'equazione differenziale e soddisfa la condizione {\displaystyle y(t_{0})=y_{0}}.
In problemi di ordine più elevato si considera {\displaystyle y} come un vettore, le cui variabili corrispondono alle derivate di ordine secondo o superiore. Più in generale, la funzione incognita {\displaystyle y} può assumere valori in spazi di dimensione infinita, come gli spazi di Banach o spazi di distribuzioni.

## Esistenza e unicità della soluzione
L'esistenza ed unicità della soluzione può essere dimostrata per un'ampia tipologia di problemi ai valori iniziali.
Il teorema di esistenza e unicità per un problema di Cauchy (teorema di Picard-Lindelöf) garantisce l'esistenza di un'unica soluzione in un certo intervallo contenente {\displaystyle t_{0}} se {\displaystyle f} e la sua derivata parziale {\displaystyle \partial f/\partial y} sono continue in una regione contenente {\displaystyle t_{0}} e {\displaystyle y_{0}}. La dimostrazione di questo teorema si basa sulla riformulazione del problema in una equazione integrale. L'integrale può essere considerato un operatore che "mappa" una funzione in un'altra, in modo tale che la soluzione sia un punto fisso dell'operatore. In seguito si utilizza il teorema delle contrazioni per dimostrare come esista un unico punto fisso, che è la soluzione del problema ai valori iniziali.
Esiste anche una dimostrazione più vecchia del teorema di Picard-Lindelöf, che si basa sulla costruzione di una successione di funzioni che converge alla soluzione dell'equazione integrale, e quindi alla soluzione del problema ai valori iniziali. Tale costruzione viene talvolta chiamata "metodo di Picard" o "metodo ad approssimazioni successive". Questa versione è sostanzialmente un caso particolare del teorema delle contrazioni.
Hiroshi Okamura ricavò una condizione necessaria e sufficiente perché la soluzione di un problema ai valori iniziali fosse unica. Questa condizione è collegata all'esistenza di una funzione di Ljapunov per il sistema.
In alcuni casi, la funzione {\displaystyle f} non è di classe {\displaystyle C_{1}}, o nemmeno lipschitziana, di conseguenza non è assicurata l'esistenza locale di un'unica soluzione. Il teorema di esistenza di Peano assicura che anche per {\displaystyle f} semplicemente continua, l'esistenza delle soluzioni è garantita localmente; il problema è che non esiste garanzia dell'unicità.

## Esempi
La soluzione generale di:
{\displaystyle y'+3y=6t+5\qquad y(0)=3}
si può dimostrare essere:
{\displaystyle y(t)=2e^{-3t}+2t+1}
Infatti:
{\displaystyle {\begin{aligned}y'+3y&=(d/dt)(2e^{-3t}+2t+1)+3(2e^{-3t}+2t+1)\\&=(-6e^{-3t}+2)+(6e^{-3t}+6t+3)\\&=6t+5\end{aligned}}}

### La legge del moto
Consideriamo il moto rettilineo uniformemente accelerato di un punto materiale; esso è caratterizzato da {\displaystyle {\vec {a}}=costante}.
La legge del moto {\displaystyle {\vec {s}}(t)={\vec {s}}(t,{\vec {v}}(t),{\vec {a}}(t))}, con le condizioni iniziali
- {\displaystyle {\vec {s}}(t_{0})={\vec {s}}_{0}} (la posizione iniziale, all'istante {\displaystyle t_{0}}),
- {\displaystyle {\vec {v}}(t_{0})={\vec {v}}_{0}} (la velocità iniziale),

è
{\displaystyle {\vec {s}}(t)={\vec {s}}_{0}+{\vec {v}}_{0}t+{\frac {1}{2}}{\vec {a}}t^{2}}
che è la soluzione del problema di Cauchy.